# Anagni
Anagni là một đô thị thuộc tỉnh Frosinone thuộc vùng Lazio nước Ý. Đô thị này có diện tích 113 km², dân số thời điểm 31 tháng 12 năm 2006 là 21.023 người.
Đô thị này có làng trực thuộc: Anagni Scalo, Osteria della Fontana.
Đô thị này giáp các đô thị sau: Acuto, Ferentino, Fumone, Gavignano (RM), Gorga (RM), Montelanico (RM), Paliano, Piglio, Sgurgola.